# Sergio Nelli
Sergio Nelli (Fucecchio, 9 ottobre 1954 – Firenze, 12 marzo 2022) è stato uno scrittore e filosofo italiano.

## Biografia
Nato a Fucecchio, frequentò il liceo classico Virgilio di Empoli e si laureò in Filosofia all'Università di Firenze, città dove poi si stabilì. Dopo alcuni anni di studi filosofici si dedicò interamente alla scrittura letteraria.
Fu tra i fondatori della rivista letteraria il primo amore di cui sarebbe anche stato redattore.
Le sue prime pubblicazioni furono di argomento filosofico: Determinismo e libero arbitrio da Cartesio a Kant, Loescher 1982 e il saggio Teodicea e libero arbitrio nel "De origine mali" di William King, in Annali dell'Istituto di Filosofia, VI, Leo S. Olschki editore 1984.

## Opere
- driver, gazebo Dicembre 1989
- Dopopasqua, Castelvecchi 2000
- Ricrescite, Bollati Boringhieri 2004
- Prima dell'estinzione, Effigie, 2008
- Segnavento Pontormo, Titivillus 2008
- Orbita clandestina, Einaudi 2011
- Il primo mondo, Gaffi 2014
- Albedo, Castelvecchi 2017
- Ricrescite (nuova edizione), Tunué 2018
- Estate italiana, Les Flâneurs 2020
- Lo champagne di Čechov, Amos 2022